# Walter Reisp
Walter Reisp   (Àustria, 5 de novembre de 1910 - valor desconegut) fou un jugador d'handbol austríac que va competir durant la dècada de 1930.
El 1936 va prendre part en els Jocs Olímpics de Berlín, on guanyà la medalla de plata en la competició d'handbol.